# جونگ یی سو
جونگ یی سو (کره‌ای: 정이서؛ زادهٔ ۱۳ اوت ۱۹۹۳) بازیگر اهل کره جنوبی است. او به خاطر ایفای نقش در درام‌هایی همچون افسانه نه دم، گل برفی و ما همه مرده‌ایم شناخته می‌شود. او همچنین در فیلم‌های واقعی، کمپانی کلاس زبان انگلیسی و انگل نیز حضور پیدا کرده‌است.

## فیلم‌شناسی

### فیلم
| سال  | عنوان                           | نقش                  | منابع  |
| ---- | ------------------------------- | -------------------- | ------ |
| ۲۰۱۴ | کوندو: دوران شایع               | شی را                | [ ۶ ]  |
| ۲۰۱۷ | واقعی                           | معتاد اتاق مخفی کلاب | [ ۷ ]  |
| ۲۰۱۸ | داک تاون                        | زن غیرقابل باور      | [ ۸ ]  |
| ۲۰۱۹ | انگل                            | صاحب پیتزا فروشی     | [ ۹ ]  |
| ۲۰۲۰ | در ۷ ژوئیه                      | می جو                | [ ۱۰ ] |
| ۲۰۲۰ | کمپانی کلاس زبان انگلیسی سامجین | کارمند اداره         | [ ۱۱ ] |
| ۲۰۲۰ | خوزه                            | نا یونگ              | [ ۱۲ ] |
| ۲۰۲۲ | تصمیم جدایی                     | یو می جی             | [ ۱۳ ] |
| ن/م  | Determination to Part Ways      | TBA                  | [ ۱۴ ] |

### مجموعه تلویزیونی
| سال       | عنوان                           | نقش            | توضیحات       | منابع  |
| --------- | ------------------------------- | -------------- | ------------- | ------ |
| ۲۰۱۷      | دوران جوانی ۲                   | همکلاسی یه اون |               | [ ۱ ]  |
| ۲۰۱۹      | صدا ۳                           | کوان سه یونگ   |               | [ ۱۵ ] |
| ۲۰۱۹      | درامای ویژه کی‌بی‌اس – گودبای بی۱ | کیونگ هی       | درام تک قسمتی | [ ۱۶ ] |
| ۲۰۲۰      | افسانه نه دم                    | کیم سه روم     |               | [ ۱۷ ] |
| ۲۰۲۱      | مال من                          | کیم یو یون     |               | [ ۱۸ ] |
| ۲۰۲۱      | درامای ویژه کی‌بی‌اس – تاوان      | وو هیونگ جو    | درام تک قسمتی | [ ۱۹ ] |
| ۲۰۲۱–۲۰۲۲ | گل برفی                         | شین گیونگ جا   |               | [ ۲۰ ] |

### مجموعه اینترنتی
| سال  | عنوان               | نفش         | منابع  |
| ---- | ------------------- | ----------- | ------ |
| ۲۰۱۸ | دفتر خاطرات سابق من | لی بو نا    | [ ۲۱ ] |
| ۲۰۱۹ | بار گربه            | اون جو      | [ ۲۲ ] |
| ۲۰۲۲ | ما همه مرده‌ایم      | کیم هیون جو | [ ۲۳ ] |
| ۲۰۲۲ | پادشاه صحرا         |             | [ ۲۴ ] |